# Ophanim

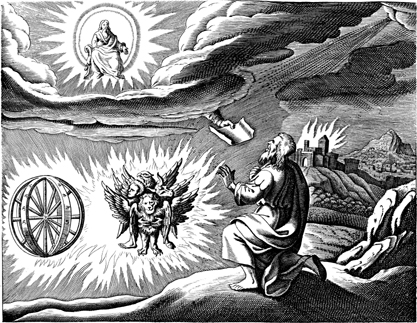
Una rappresentazione tradizionale della visione del carro, basata sulla descrizione di Ezechiele, con un ofan sul lato sinistro.

Gli Ophanim (in ebraico אוֹפַנִּים‎?, ʿōp̄annīm, "ruote"; singolare: in ebraico אוֹפָן‎?, ʿōp̄ān, "Ofan", in alternativa scritto Auphanim o Ofanim), e chiamati anche  Galgalim (in ebraico גַּלְגַּלִּים‎?, galgallim, "sfere", "vortici"; singolare: in ebraico גַּלְגַּל‎?, galgal), si riferiscono alle ruote viste nella visione del carro (in ebraico: merkabah) descritta in Ezechiele 1,15–21. 
Uno dei rotoli del Mar Morto (il 4Q405) li interpreta come angeli; le sezioni finali del Libro di Enoch (61,10, 71,7) li ritraggono come una classe di esseri celesti che insieme ai cherubini e ai serafini sorvegliano il trono di Dio senza dormire mai. 
Nell'angelologia cristiana, sono uno dei cori angelici, quello dei Troni.

## Funzione
Gli Ophanim erano le vere ruote del carro celeste del Signore (Merkabah) e spesso, sono indicati come "coloro che hanno molti occhi".
Queste "ruote" sono state associate a Daniele 7,9 (collocati i Troni, "il suo trono era come vampe di fuoco con le ruote come fuoco ardente", gal·gil·l?·w·hî). Il passo si riferisce a quattro ruote rivestite di occhi (ciascuna composta da una coppia di due ruote innestate una dentro l'altra), che, abitate dallo spirito dei cherubini, si muovono accanto a questi angeli alati sotto il trono di Dio. Anche il tardo Secondo Libro di Enoch (20,1, 21,1) si riferiva a loro come "quelli dai molti occhi ".
Il Primo Libro di Enoch (71,7) suggerisce probabilmente che gli Ophanim devono essere assimilati ai "Troni" del Cristianesimo dal momento che li elenca nell'ordine: "...attorno c'erano Serafini, Cherubini e Ophanim".
Nel dizionario degli angeli di Gustav Davinson vengono indicati come possibili capi di quest'ordine Galgaliel (ruota del sole di dio) e Rikbiel e Ofaniel

## Nel Giudaismo
Maimonide li elenca al secondo posto della sua gerarchia angelica, fra gli angeli più prossimi a Dio.

## Nel Cristianesimo
Il De coelesti hierarchia  si riferisce alla descrizione dei Troni dell'Antico Testamento come il terzo Ordine della prima sfera, di cui sono ordini superiori i Cherubini e i Serafini.
Questa concezione fu fatta propria dalla Chiesa cattolica con la mediazione di san Tommaso d'Aquino.

## Nell'Islam
Anche se l'argomento non è affrontato direttamente nel Corano, non esiste nell'Islam (come nella visione giudaico-cristiana) una divisione gerarchica degli angeli e quindi nessun Ophanim/Trono. Tuttavia, esiste un ordine o gerarchia prestabilito tra gli angeli, ma solo definito dai lavori assegnati e dai vari compiti a cui Allah comanda gli angeli.

## Elenco
Galgaliel (ruota del sole di dio) come Raphael viene considerato capo degli angeli del sole
Rikbiel viene considerato come uno dei capi degli Ophanim.
Ofaniel (ruota della luna di dio) chiamato anche Ofan, Ofniel, Ophan, Ophaniel o Yahriel, è indicato come il capo dell'ordine degli Ofanim e colui che esercita il suo dominio sulla luna (in Enoch 3) viene detto che ha 16 facce, 100 paia di ali e 8.466 occhi. Inoltre viene considerato identico a Sandalphon.
Zaphkiel (ebraico: צַפְקִיאֵל Ṣafqīʾēl, il suo nome significa "conoscenza di Dio") scritto anche come Tzaphqiel , Tzaphkiel , Zaphchial , Zaphiel o Zelel, è considerato da varie fonti come uno dei 7 Arcangeli, la sua natura però varia alcune fonti lo indicano come un Ophanim oppure un Cherubim. Viene considerato anche come capo dei Troni/Ophanim oppure come capo degli Erelim, è associato al pianeta Saturno.  È associato anche alla sephira di Binah. 
Rachiel nella cabala, uno degli angeli luminari interessati alla sessualità umana è inoltre uno dei 3 angeli del venerdì (gli altri due sono: Anael e Sachiel). Inoltre, uno degli spiriti che presiedono il pianeta Venere, secondo il Grimorio Segreto di Turiel.
Raziel (ebraico רזיאל, Rasaele, "Segreto di Dio") nella kabbalah giudaica è un arcangelo, conosciuto come l'"angelo del mistero" o "custode dei segreti".
Zabkiel uno dei governanti angelici dell'ordine dei troni.
Jophiel o Jofiele (dall'ebraico יופיאל ovvero La Bellezza di Dio) conosciuto anche come Iophiel, Iofiel, Jophiel, Jofiel, Yofiel (Bellezza divina), Youfiel o Zophiel (Dio è la mia roccia). Viene citato nelle scritture ebraiche come compagno dell'angelo Metatron (un principe della Divina provvidenza) e come uno dei capi della schiera angelica dei Cherubini, ma nel dizionario è indicato anche come un Ophanim.
Ambriel o Ambiel è indicato come l'angelo del segno dei gemelli e come l'Angelo di maggio.
Tychagar uno dei 7 angeli troni che "eseguono i comandi dei potentati", tra gli altri 6 angeli ci sono Ophaniel e Barael.
Barael nel misticismo ebraico, è uno dei 7 angeli del trono che esaltato dio, è residente nel 1° Cielo e aiuta a "eseguire i comandi delle potenze", secondo il Libro dell'Angelo Raziel (Sefer Raziel HaMalakh)
Quelamia è considerato un Ophanim, ma non si sa nulla di tale angelo.
Paschar è uno dei 7 troni "che eseguono i comandi dei potentati", come riportato nel Libro dell'Angelo Raziel (citato anche in de Abano, nell'Heptameron, nel sesto e il settimo libro di Mosè, nelle opere di Cornelio Agrippa e nel Pirke Hechaloth) è una delle 7 guardie angeliche della cortina o velo del settimo cielo.
Boel ("Dio è in lui") conosciuto come Boul, Booel, Bohel o Dohel, è uno dei 7 angeli troni, residenti nel primo cielo. Boel detiene le 4 chiavi del 4 angoli della terra, per mezzo di queste tutte le schiere angeliche possono entrare nel Giardino di Eden, solo quando, Boel apre i cancelli e i 2 cherubini guardiani permettono l'ingresso. Secondo lo Zohar (Esodo 133b), nel libro The Magus, Boel non risiederebbe nel primo cielo ma nel settimo. Il pianeta che lui governa è Saturno.
In tale ordine di angeli, ci sono dei angeli caduti (o demoni) che risiedono all'Inferno, ovvero:
Raum è un grande conte e si manifesta sotto forma di corvo. La sua missione o incarico è distruggere le città e sovvertirne le dignità degli uomini. Comanda 30 legioni infernali spiriti. 
Murmur o Murmus è un grande duca con 30 legioni degli spiriti infernali che lo frequentano. Si manifesta con la forma di un guerriero a cavalcioni di un grifone, con una corona ducale sul capo. Insegna filosofia e costringe le anime dei morti a comparire davanti a lui per rispondere alle domande.